# Mesophylla macconnelli
Mesophylla macconnelli је врста слепог миша из породице Phyllostomidae. 

## Распрострањење
Врста је присутна у Боливији, Бразилу, Венецуели, Гвајани, Еквадору, Колумбији, Костарици, Никарагви, Панами, Перуу, Суринаму, Тринидаду и Тобагу и Француској Гвајани.

## Станиште
Врста Mesophylla macconnelli има станиште на копну.

## Угроженост
Ова врста није угрожена, и наведена је као последња брига јер има широко распрострањење.

### Популациони тренд
Популациони тренд је за ову врсту непознат.